# 尤里·塔夫罗夫斯基
尤里·瓦季莫维奇·塔夫罗夫斯基（俄语：Юрий Вадимович Тавровский，1949年8月11日—），苏联及俄罗斯东方学家，旅行家，报刊编辑，政论家。俄罗斯人民友谊大学教授。

## 生平
1949年8月11日，出生于第聂伯罗彼得罗夫斯克。父亲是一名海军军官。童年时生活在俄罗斯远东堪察加州堪察加彼得罗巴甫洛夫斯克，后来搬到列宁格勒。祖母曾在1958年去中国旅游，给他带回了茉莉花茶。他母亲也曾多次前往中国旅行，去过北京、南京、杭州等地，给他讲述在中国的见闻，介绍中国的戏剧。
1966年，他进入列宁格勒国立大学东方学系，专业是汉语语言学。大学期间参与翻译《中庸》《道德经》等经典古籍，还选修了日语，毕业论文的主题是中国佛教史上的首部佛经译著《四十二章经》。
1970年至1971年，在新加坡的南洋大學进修中文。1971年毕业后，因为中国和苏联关系恶化没能赴中国实地学习，而是被分配到苏联国家广播电台对外广播部门的中国编辑部，一直工作了7年，历任编辑、高级编辑、部门副主任等职。1978年，转投专门从事对外政策报道的《新时代》报社工作，是中国和东亚其他社会主义国家专题的专栏作家。1981年至1987年，被报社派往日本东京工作，担任《新时代》东京分社社长。1987年至1990年，他在苏共中央意识形态部工作，协调苏联对中日的宣传和反宣传活动。1989年5月，他参与了时任苏联领导人戈尔巴乔夫访华的准备工作，并陪同他出行，亲自见证了中苏关系的正常化。
1990年至1991年，在《消息报》国际部工作。苏联解体后，曾短暂担任俄罗斯对外政策协会《通报》杂志主编。1992年至1993年在俄罗斯电视台任职。1993年俄罗斯宪政危机发生后辞去职务。1994年至1996年，担任俄罗斯统一和谐党新闻发言人。1996年至1999年，担任俄罗斯“国际经济合作”股份公司公共关系部主任。
1999年开始在俄罗斯联邦外交部工作，曾任该部出版的《外交官》杂志总编辑。2009年退休。
从2006年开始，在俄罗斯人民友谊大学和莫斯科国立语言大学教授中国外交政策等课程。2012年，成为俄罗斯欧亚广播电视协会主席团成员。2013年，成为伊兹博尔斯克俱乐部正式会员。
2014年，《习近平谈治国理政》俄文版在俄罗斯出版后，他开始研究其中的理论，并于2015年出版了《习近平：正圆中国梦》。这是俄罗斯首部关于习近平的专著。2015年至2017年，他和妻子以上海为起点，在中国自东向西行进，沿途拍下数千张照片，写下近十万字笔记。2017年8月，出版《“一带一路”西行漫记》。全书共分15章，描述了一带一路倡议下的中国景象。

## 作品
主要出版作品（俄文）：《习近平：新时代》《新丝绸之路——21世纪最伟大的工程》《习近平：正圆中国梦》《中国、俄罗斯及其邻国——新千禧年》《奇妙的中国。近期中国之旅》《双层日本—日本群岛2000天》《日本的不同面貌》《日本——变化的季节》。

## 荣誉
2019年8月，荣获第13届中华图书特殊贡献奖。